# عبد الله ننكيال
عبد الله ننكيال (بالبشتوية: عبدالله ننګیال بېټنی)‏، (بالأردوية: عبداللہ ننگیال بیٹنی)‏ هو سياسي باكستاني وأحد زعماء حركة بشتون تحفظ.
في فبراير 2019 ألقت الشرطة في إسلام آباد القبض على ه مع أكثر من 20 ناشطًا آخرًا من الحركة بما فيهم جولالاي إسماعيل خلال الاحتجاجات على مقتل أحد قادة الحركة أرمان لوني. تلقت الاعتقالات انتقادات واسعة النطاق في باكستان وعلى المستوى الدولي، بما في ذلك الإدانة من رئيس أفغانستان أشرف غني، ومنظمة العفو الدولية، وحزب الشعب الباكستاني.

## حياته السياسية
في الانتخابات العامة لعام 2013 تنافس ننكيال كمرشح مستقل لكنه خسر، وحصل على 4131 صوتًا. وكان الفائز مرشح حركة الإنصاف الباكستانية قيصر جمال الذي حصل على 11328 صوتا.
وفي الانتخابات العامة لعام 2018 تنافس كمرشح مستقل لكنه خسر وحصل على 5,157 صوتًا. وفاز مرشح مجالس العمل المتحدة مفتي عبد الشكور بحصوله على 21968 صوتاً.